# 19123 Stephenlevine
19123 Stephenlevine este un asteroid din centura principală de asteroizi.

## Descriere
19123 Stephenlevine este un asteroid din centura principală de asteroizi. A fost descoperit pe 7 octombrie 1986 la Stația Anderson Mesa de Edward L. G. Bowell. Asteroidul prezintă o orbită caracterizată de o semiaxă mare de 2,33 ua, o excentricitate de 0,27 și o înclinație de 3,0° în raport cu ecliptica.